# Szily Aurél
Szilsárkányi Szily Aurél, született Schlesinger Harry Aurél (Budapest, 1880. június 1. – Budapest, Erzsébetváros, 1945. szeptember 13.) szemészorvos, egyetemi tanár. Szily Adolf fia és Szily Pál testvére.

## Élete
Szily Adolf (1848–1920) szemészorvos, egyetemi tanár és Jónás Regina (1847–1927) gyermekeként született zsidó családban. Egyetemi tanulmányait szülővárosában és Freiburgban végezte. 1905-ben a Budapesti Tudományegyetemen szerezte meg orvosi diplomáját. 1907–1908-ban a berlini Robert Koch Intézetben dolgozott, 1908–1909-ben a Heidelbergi Kísérleti Rákkutató Intézetben Vinzenz Czerny-vel folytatott kutatásokat. Ezt követően 1924-ig a Freiburgi Egyetem szemklinikáján működött Theodor Axenfeld szemorvos vezetése alatt. 1910-ben adjunktusi kinevezést kapott. Az első világháború idején tanúsított munkájáért – amit egy hadikórházban végzett a francia-német front mögött – több kitüntetést kapott, köztük a Vaskereszt Rendet. 1924-ben a Münsteri Egyetem Szemkórházának első igazgatójává választották, s munkásságának köszönhetően az intézmény világhírű lett. Tagja lett 1927-ben az International Council of Ophthalmology-nak. 1930-ban a Klinische Monatsblatter für Augenheilkunde című szemészeti folyóirat főszerkesztője lett. A nácik hatalomra kerülése után származása miatt elvesztette igazgatói állását, s valamennyi megbízatását. 1939-ben családjával hazatért Magyarországra, nem vállalt állást, visszavonulva csupán kutatómunkát végzett. 1941 novemberében visszavonták német állampolgárságát. 1945-ben kinevezték a Budapesti Tudományegyetem szemklinikájának élére, de két héttel első munkanapja után váratlanul meghalt. Nagy jelentőségűek a látóidegfő morfológiájára, a szem anatómiájára és fejlődéstanára, a sympathicus szemgyulladásra vonatkozó kutatásai. Ő volt az első, aki felismerte az anaphylaxia jelentőségét a szemészetben. Több mint száz tudományos dolgozatot tett közzé. Halálát tüdőgyulladás okozta.
Első felesége Margarete Eissler (1885 körül – 1929. október 3.), akitől két gyermeke született: Clemens (1912) és Gabriele (1915). Második házastársa a bárói családból származó Walburga von Spiegel von und zu Peckelsheim (1888–?) volt, akit 1932-ben vett nőül.

## Főbb művei
- Az állatok szeméről (1899)
- A csillagingás tüneményének optikai magyarázata (1900, németül is)
- Histiogenetische Untersuchungen, J. F. Bergmann (Wiesbaden 1907)
- Über das Entstehen eines fibrillären Stützgewebes im Embryo und dessen Verhältnis zur Glaskörperfrage, J. F. Bergmann (Wiesbaden 1908)
- Die Anaphylaxe in der Augenheilkunde (Stuttgart, 1914)
- Atlas der Krieg-Augenheilkunde (I – II., Stuttgart, 1916)
- Erkrankungen der Tränenwege, der Linder, der Binde-, Leder- und Hornhaut, Thieme (Lipcse, 1924)
- Schilddrüse und Auge, Grill (Budapest 1937)

## Díjai, elismerései
- Albrecht von Graefe-díj (1925)